# Príncipe
Un príncipe (femenino princesa) es un miembro de una nobleza. Normalmente es un título asociado a la realeza, siendo usado por hijos del rey. Típicamente, en la mayoría de las dinastías europeas, recibe el título de príncipe el hijo varón y heredero de un monarca (como el Príncipe de Asturias o el Príncipe de Gales), aunque a veces se usa de forma más amplia en el sentido del infante castellano.
También es el título de algunos soberanos, cuyos países no son considerados reinos (tal es el caso de Mónaco, el Príncipe Alberto II, como ejemplo). En algunos países es también uno de los más altos títulos de nobleza (normalmente reservado para familias con sangre real). El título príncipe también se usa para referirse al esposo de una reina. A un Estado gobernado por un príncipe se le llama «principado».
Es uno de los títulos más estereotipados, siendo normalmente asociado a la belleza y virtud y formando parte de numerosos cuentos y leyendas.

## Etimología y origen

Corona del Príncipe de Gales, del Reino Unido.

La palabra príncipe viene del latín princeps (primer ciudadano), palabra divida en primus (primero) y caput (cabeza), que significa "el primero, el principal, el jefe, el más distinguido, noble gobernante, príncipe".
El primer título se convirtió en hereditario con Augusto en el siglo I a. C., en la etapa conocida como Principado, previa a la instauración oficial del imperio.
En los tiempos de la monarquía visigoda, en los que el monarca se designaba por elección, los príncipes eran los gobernantes locales con derecho a elegir y a ser elegidos rey. En Italia, todos los vástagos de un príncipe, y todos los vástagos de cada uno de ellos, sin límite de generaciones, tenían derecho a ser llamados 'Príncipe'.

## Principados independientes
El título de príncipe es usado por algunos nobles que son cabeza de estados independientes, pero no considerados reinos. Actualmente Liechenstein y Mónaco son los únicos que quedan (aunque Andorra es un principado, no tiene príncipe sino dos copríncipes). Como rango nobiliario, se considera superior a Duque, pero inferior a Gran Duque.[cita requerida]

## Príncipe como genérico de gobernante
La tradición política medieval europea fue heredera de la noción de prīnceps (Príncipes) que, en tiempos de la transición de la república romana clásica hacia la época del Principado, se utilizó en contraposición con la noción de Rex (Rey), reflejando un debate político de gran calado (muy intenso en transición entre la República romana y el Principado) donde el Prínceps, el «primer ciudadano» era la cabeza del Imperio, por tener adjudicado los principales puestos y funciones heredados de la República, la soberanía en términos teóricos pero no prácticos residía en los órganos representativos de los considerados ciudadanos (Senado, en Roma) y, contrariamente, el Rex, que, en los sistemas monárquicos de gobierno (como la época de los reyes en Roma y los reinos en la época medieval) poseía la soberanía a título personal. Los partidarios de la República aceptaban a un Princeps (sujeto al senado) pero no a un rey (con poder absoluto). En la Roma clásica, el Imperio sucedió a la República y César Augusto, elegido como Princeps, mantuvo la constitución republicana hasta el año 23 a. C. en que el poder tribunicio y el Imperium (mando) fueron revestidos con el poder unipersonal absoluto, propio de los reyes.
En este sentido, un príncipe es un gobernante de un territorio soberano o cuasi-soberano, es decir, que ejerce prerrogativas sustanciales (aunque no todas) asociadas a monarcas de naciones independientes, como la estados inmediatos dentro de las fronteras históricas del Sacro Imperio Romano Germánico. En la Europa medieval y moderna temprana, hubo hasta doscientos territorios de este tipo, especialmente en Italia, Alemania e Irlanda gaélica. En este sentido, «príncipe» se utiliza para designar a todos y cada uno de los gobernantes, independientemente de su título real o rango preciso. Este es el uso renacentista del término que se encuentra en la famosa obra de Nicolás Maquiavelo, Il Principe. También se utiliza en este sentido en la Declaración de Independencia de los Estados Unidos.
A finales de la Edad Media, el título de «príncipe» lo llevaban los gobernantes de territorios mucho más pequeños o que ejercían menos derechos de soberanía que los emperadores y los reyes. Un señor de un territorio incluso bastante pequeño podía llegar a ser denominado príncipe antes del siglo XIII, bien por traducciones de un título nativo al latín prīnceps (como en el caso del gobernante hereditario de Gales) o cuando el territorio del señor era allodial. El señor de un alodio poseía sus tierras y ejercía prerrogativas sobre los súbditos de su territorio de forma absoluta, no debiendo ningún homenaje feudal ni deber como vasallo a un señor feudal, ni estando sujeto a ninguna jurisdicción superior. La mayoría de los pequeños territorios designados como principados durante las épocas feudales eran alodiales, por ejemplo el Principado de Dombes.
Los señores que ejercían autoridad legítima sobre territorios y personas dentro de una jerarquía feudal también eran considerados a veces príncipes en sentido general, especialmente si ostentaban el rango de conde o superior. Por ejemplo, los condes, marqueses y duques británicos siguen siendo llamados por la Corona en ceremonias como altos y nobles príncipes.
En las partes del Sacro Imperio Romano Germánico en las que no prevalecía la primogenitura (por ejemplo, Alemania), todos los linajes legítimos tenían el mismo derecho a los títulos hereditarios de la familia. Mientras que títulos como emperador, rey y elector sólo podían ser ocupados legalmente por un dinast a la vez, los poseedores de otros títulos como duque, margrave, landgrave, conde palatino y príncipe sólo podían diferenciarse añadiendo el nombre de su apanage al título original de la familia. Esto tendía a proliferar títulos poco manejables (por ejemplo. Princesa Catalina de Anhalt-Zerbst; Karl, Conde Palatino de Zweibrücken-Neukastell-Kleeburg; o Príncipe Christian Charles de Schleswig-Holstein-Sonderburg-Plön-Norburg) y, a medida que la primogenitura agnaticia se fue convirtiendo en la norma en el Sacro Imperio Romano Germánico a finales del siglo XVIII, se hizo necesario otro medio para distinguir al monarca de otros miembros de su dinastía. Se produjo la sustitución gradual del título de Prinz por el de Fürst del monarca, y se hizo habitual para los cadetes en todas las dinastías alemanas, excepto en los grandes ducados de Mecklemburgo y Oldenburg.  Tanto Prinz como Fürst se traducen al español como «príncipe», pero no sólo reflejan conceptos diferentes, sino mutuamente excluyentes.
Esta distinción había evolucionado antes del siglo XVIII (aunque Liechtenstein siguió siendo una excepción durante mucho tiempo, con cadetes y mujeres utilizando Fürst/Fürstin en el siglo XIX) para las dinastías encabezadas por un Fürst en Alemania. La costumbre se extendió por la Continente hasta tal punto que un renombrado general imperial que pertenecía a una rama cadete de una familia ducal reinante, sigue siendo más conocido para la historia por el título dinástico genérico, «Príncipe Eugenio de Saboya». Nótese que el título principesco se utilizaba como prefijo de su nombre de pila, que también llegó a ser habitual.
Los cadetes de los otros princes étrangers de Francia tuvieron un uso similar bajo los reyes de la Bourbon. Siempre enfrentados al escepticismo de Saint-Simon y cortesanos afines, estos aristócratas cuasi reales que asumían el título principesco como una designación personal, en lugar de territorial, encontraron cierta resistencia. Al escribir Histoire Genealogique et Chonologique, Père Anselme acepta que, a finales del siglo XVII, el heredero aparente del ducado soberano de la Casa de la Tour d'Auvergne lleva el título de Príncipe de Bouillon, pero registraría en 1728 que el primo del heredero de La Tour, el conde de Oliergues, es «“”conocido como“” el príncipe Federico» («“”dit“” le prince Frédéric»). 
El rango postmedieval de gefürsteter Graf (conde principesco) abarcaba pero elevaba el equivalente alemán de los nobles intermedios franceses, ingleses y españoles. En el Sacro Imperio Romano Germánico, estos nobles ascendieron a la categoría dinástica al preservar de la corona imperial (de jure tras la Paz de Westfalia de 1648) el ejercicio de prerrogativas soberanas como la acuñación de moneda; la muster de las tropas militares y el derecho a hacer la guerra y suscribir tratados; la autoridad judicial local y la aplicación de la policía; y la costumbre de casarse con dinastías soberanas. En el siglo XIX, los cadetes de un Fürst pasarían a denominarse Prinzen.

## Príncipes consorte y príncipes de la sangre

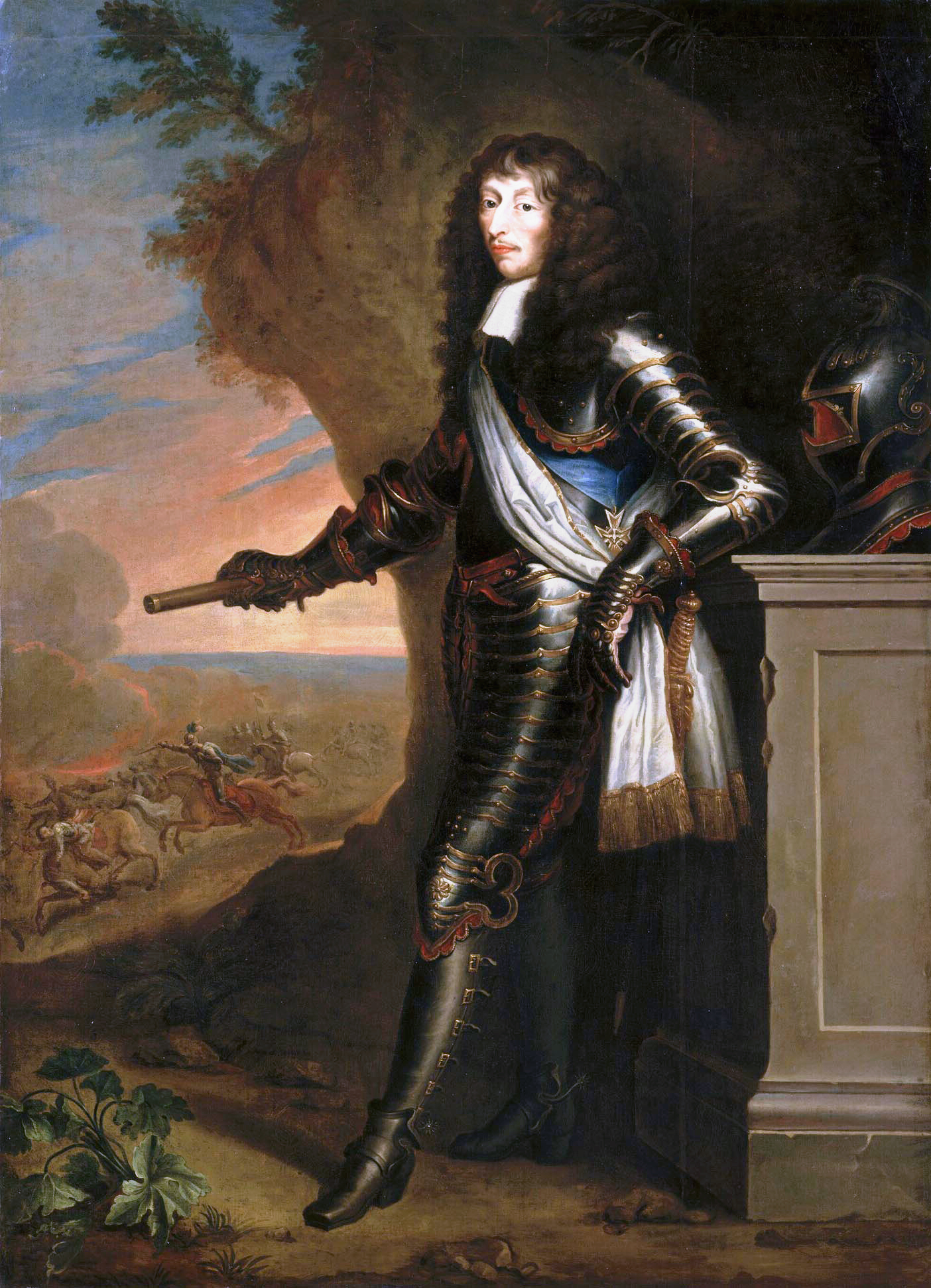
Luis II de Borbón-Condé, fue el premier prince du sang en vida (retrato pintado por Justus van Egmont).

El marido de una reina regente suele recibir el título de «príncipe consorte» o simplemente «príncipe», mientras que las esposas de los monarcas varones adoptan el equivalente femenino (por ejemplo, emperatriz, reina) del título de su marido. En Brasil, Portugal y España, sin embargo, el marido de una monarca recibe el equivalente masculino de su título (por ejemplo, emperador, rey), al menos después de engendrar a su heredero. En épocas anteriores, se consideraba que los maridos de las reinas regentes tenían derecho a la corona matrimonial, compartiendo el título y rango regio de sus consortes jure uxoris.
Sin embargo, en las culturas que permiten al gobernante tener varias esposas (por ejemplo, cuatro en el Islam) o concubinas oficiales (por ejemplo, China Imperial, Imperio Otomano, Tailandia, KwaZulu-Natal), estas mujeres, a veces denominadas colectivamente harén, suelen tener reglas específicas que determinan su jerarquía relativa y una variedad de títulos, que pueden distinguir entre aquellas cuya descendencia puede estar en línea para la sucesión o no, o específicamente quién es la madre del heredero al trono.
Para complicar aún más las cosas, el estilo Su Alteza (Imperial/Real), un prefijo que suele acompañar al título de un príncipe dinástico, puede concederse/retenerse por separado (como premio de compromiso o de consolación, en cierto sentido, por ejemplo, Duque de Cádiz, Duquesa de Windsor, Princesa de Réthy, Príncipe de Orleans-Braganza).
Aunque la disposición expuesta es la que se entiende más comúnmente, también existen diferentes sistemas. Dependiendo del país, la época y la traducción, son posibles otros usos de «príncipe».
Títulos en lenguas extranjeras como en italiano: principe, en francés: prince, en alemán: Fürst, en alemán: Prinz (descendiente no reinante de un monarca reinante), en ruso: князь, romanizado: knyaz, etc., suelen traducirse como «príncipe» en inglés.
Algunos títulos principescos derivan de los de los gobernantes nacionales, como zarevich de zar. Otros ejemplos son (e)mirza(da), khanzada, nawabzada, sahibzada, shahzada, sultanzada (todos utilizan el sufijo patronímico -zada, que significa «hijo, descendiente»). Sin embargo, algunos títulos principescos se desarrollan de forma inusual, como la adopción de un estilo para las dinastías que no está vinculado al título del gobernante, sino que continúa una antigua tradición (por ejemplo, «gran duque» en Romanov Rusia o «archiduque» en la Austria de los Habsburgo), reivindica la sucesión dinástica de una monarquía perdida (p. ej. Príncipe de Tarente para los herederos de La Trémoïlle al trono napolitano), o desciende de un gobernante cuyo título principesco o estatus soberano no era hereditario de iure, sino que se atribuía a los descendientes como cortesía internacional, (por ejemplo, Bibesco-Bassaraba de Brancovan, Poniatowski, Ypsilanti).

### Títulos específicos

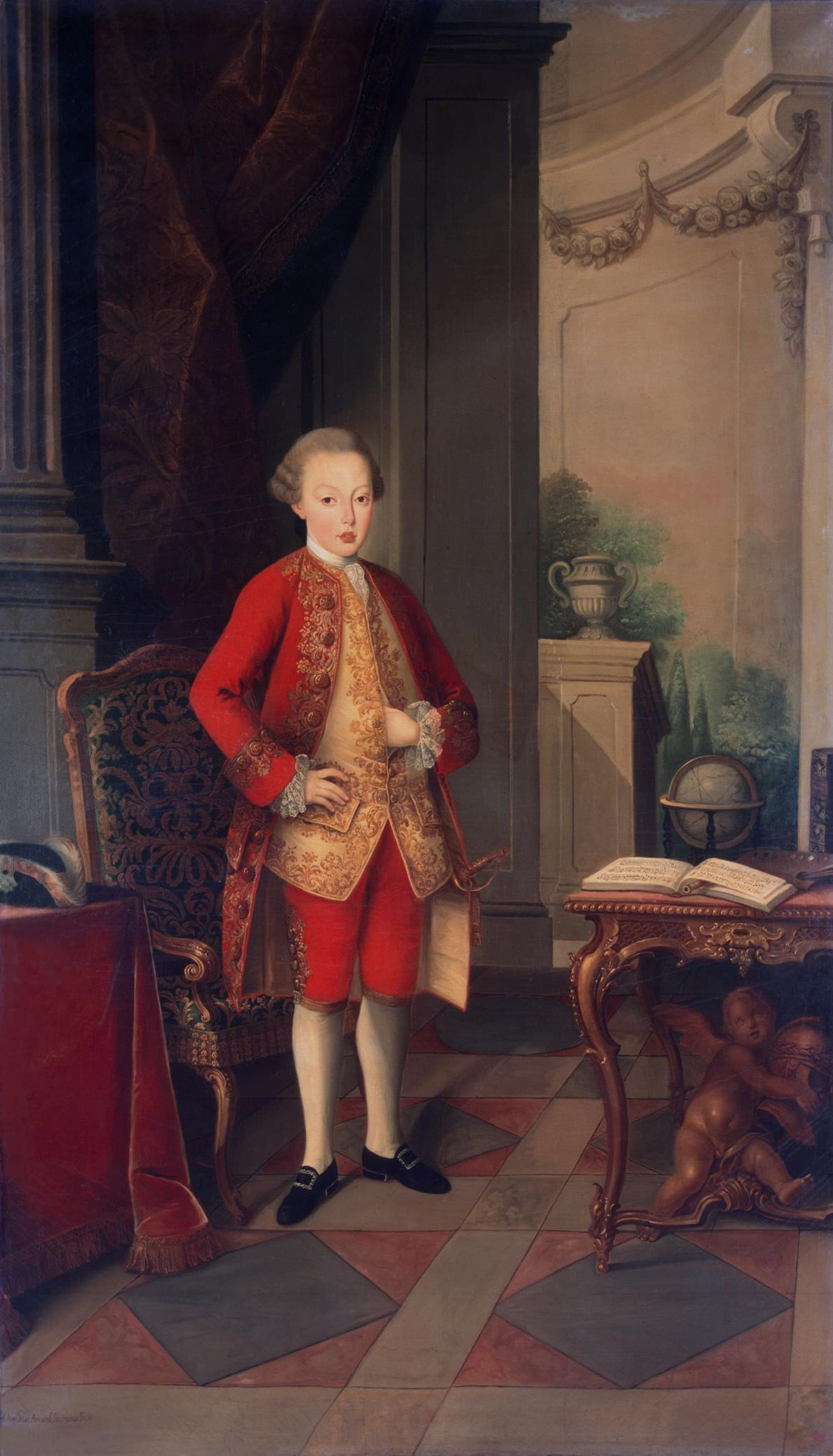
José, Príncipe de Brasil, Duque de Braganza, murió antes de poder ascender al trono de Portugal.

En algunas dinastías, un estilo específico distinto del de príncipe se ha convertido en habitual para los dinastas, como fils de France en la Casa de Capeto, y Infante. Infante lo llevaban los hijos del monarca distintos del heredero en todas las monarquías de la Ibérica. Algunas monarquías utilizaban un título principesco específico para sus herederos, como Príncipe de Asturias en España y Príncipe de Brasil en Portugal.
A veces, varias dinastías de una región utilizan un título específico, como Mian en varios de los Estados de las Colinas principescos del Punyab (región del bajo Himalaya en la India británica).
Las dinastías europeas solían conceder apanages a príncipes de sangre, normalmente unidos a un título nobiliario feudal, como el Príncipe de Orange en los Países Bajos, los royal dukes de Gran Bretaña, el Dauphin en Francia, el Conde de Flandes en Bélgica, y el Conde de Siracusa en Sicilia. A veces los títulos de apanage eran principescos, por ejemplo Príncipe de Acaya (Courtenay), Prince de Condé (Borbón), Príncipe de Carignan (Saboya), pero era el hecho de que sus propietarios fueran de rango principesco y no que ostentaran un título principesco lo que constituía la fuente de su preeminencia.

## El estereotipo
Los príncipes, al igual que las princesas, son habituales protagonistas en cuentos de hadas tradicionales. Algunos ejemplos de esto son Blancanieves, La bella durmiente, La Cenicienta, Rumpelstiltskin, Rapunzel o el típico personaje del príncipe azul. Estereotípicamente, los príncipes son bien parecidos, caballerosos, valerosos, y montan un caballo blanco.

## En la Iglesia
Los cardenales de la Iglesia católica son considerados los príncipes de la misma, puesto que de entre ellos surge el nuevo papa.

## En otros idiomas

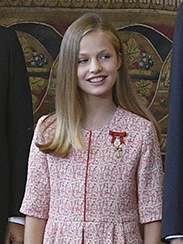
Leonor, Princesa de Asturias, heredera de la corona de España.

Se da la forma en masculino seguida de la femenina. Si después hay un guion, indica la existencia de formas separadas para los hijos del rey sin principado (similar al infante castellano). En cada caso, el título es seguido (cuando está disponible) por la forma femenina y luego (no siempre disponible, y obviamente raramente aplicable a un príncipe de la sangre sin un principado) el nombre del territorio asociado con él, cada uno separado por un barra oblicua. Si también se da un segundo título (o conjunto), entonces ese es para un Príncipe de sangre, el primero para un principado. Téngase en cuenta que la ausencia de un título separado para un príncipe de sangre no siempre significa que tal título no existe; alternativamente, la existencia de una palabra no implica que haya también una realidad en el territorio lingüístico de que se trate; es muy posible que se use exclusivamente para traducir títulos en otros idiomas, independientemente de si existe un vínculo histórico con alguno (lo que a menudo significa que se adopta la tradición lingüística)
Etimológicamente, podemos discernir las siguientes tradiciones (algunos idiomas siguieron un vínculo histórico, por ejemplo, dentro del Sacro Imperio Romano Germánico, no en su familia lingüística; algunos incluso no siguen la misma lógica para otros títulos aristocráticos)
- Lenguas romances, con títulos derivados de la forma latina:
  - Catalán: Príncep /Princesa
  - Francés: Prince /Princesse
  - Gallego: Príncipe / Princesa
  - Italiano: Príncipe /Principessa
  - Maltés: Princep /Principessa
  - Monegasco: Principu /Principessa
  - Portugués: Príncipe /Princesa
  - Retorromanche: Prinzi /Prinzessa
  - Rumano: Prinţ /Prinţesă

- Lenguas germanas, con títulos derivados del equivalente alemán Fürst:
  - Alemán: Fürst /Fürstin - Prinz /Prinzessin
  - Danés: Fyrste /Fyrstinde - Prins /Prinsesse
  - Islandés: Fursti /Furstynja - sería Prins /Prinsessa
  - Inglés: Prince /Princess
  - Luxemburgués:Fürst /Fürstin - sería Prënz /Prinzessin
  - Neerlandés: Vorst /Vorstin - Prins /Prinses
  - Noruego: Fyrste /Fyrstinne - sería Prins /Prinsesse
  - Sueco: Furste /Furstinna - Prins /Prinsessa

- Lenguas eslavas y bálticas, que usan formas derivadas del título latino Caesar, que terminó por ser el de los herederos al imperio (véase Zar):
  - Bielorruso: Zarevitch, Karalevich, Prynts /Tsarewna, Karalewna, Pryntsesa
  - Búlgaro: Knyaz /Knaginya Zarevitch, Kralevich, Prints /Printsesa
  - Croata, Serbio, Bosnio: Knez /Kneginja Kraljević/Kraljevna, Princ/Princeza
  - Checo: Kníže /Kněžna, Králevic/Králevična, Princ/Princezna
  - Letón: Firsts /Firstiene - Princis/Princese
  - Lituano: Kunigaikštis /Kunigaikštiene - Princas /Princese
  - Macedonio: Knez /Knezhina, Tsarevich, Kralevich, Prints /Tsarevna, Kralevna, Printsesa
  - Polaco: Książę /Księżna, Książę, Królewicz /Księżna, Królewna
  - Ruso: Knyaz /Knyagina Knyazhnya, Zarevitch, Korolyevich, Prints/Tsarevna, Korolyevna, Printsessa
  - Eslovaco: Knieža /Kňažná, Kráľovič, Princ /Princezná
  - Esloveno: Knez /Kneginja, Kraljevič, Princ /Kraljična, Princesa
  - Ucraniano: Knyaz /Knyazhnya, Tsarenko, Korolenko, Prints /Tsarivna, Korolivna, Printsizna

- Otras:
  - Albanés:Princ /Princeshë
  - Finés: Ruhtinas /Ruhtinatar - Prinssi /Prinsessa
  - Estonio: Vürst /Vürstinna - sería Prints /Printsess
  - Griego: Igemonas /Igemonida - Pringipas /Pringipesa
  - Húngaro: Fejedelem / Fejedelemnő ((en caso de príncipe o princesa reinante)) / Fejedelemasszony (en caso de príncipe consorte)
  - Euskera: Printzea/Printzesa
  - Irlandés: Prionsa /Banphrionsa
  - Galés: Tywysog /Tywysoges
  - Sánscrito: Rājaputra /(no existe traducción para princesa)